# Ernest Muçi
Ernest Muçi (Tirana, 19 marzo 2001) è un calciatore albanese, attaccante del Beşiktaş e della nazionale albanese.

## Caratteristiche tecniche
È considerato uno dei maggiori talenti del calcio albanese, dispone di un'ottima tecnica e di un gran tiro con entrambi i piedi.

## Carriera

### Club
Cresciuto nel settore giovanile del Tirana, debutta in prima squadra il 28 gennaio 2018 in occasione dell'incontro di Kategoria e Parë vinto 3-0 contro lo Shkumbini.
Il 23 febbraio 2021 viene acquistato a titolo definitivo per 500.000 euro dalla squadra polacca del Legia Varsavia. Il Tirana ha tenuto il 10% del cartellino del giocatore. Con la squadra polacca è riuscito a vincere un campionato nella stagione 2020-2021, un coppa nazionale sempre nella stagione 2020-2021 ed una Supercoppa nella stagione 2022-2023.
Il 9 febbraio 2024 viene acquistato a titolo definitivo per 10.000.000 di euro dalla squadra turca del Beşiktaş. Il 23 maggio 2024 con la squadra turca vince la coppa nazionale contro il Trabzonspor.

### Nazionale
Ha giocato nelle nazionali giovanili albanesi Under-19 ed Under-21.
Il 28 agosto 2021 riceve la sua prima convocazione dalla nazionale maggiore, con cui esordisce il 15 novembre seguente in occasione del successo per 1-0 contro Andorra. Il 20 giugno 2023 segna la sua prima rete con la nazionale maggiore in una partita valida per Qualificazioni al campionato europeo di calcio 2024 contro le Fær Øer. Il 17 ottobre 2023 segna il suo secondo goal in amichevole contro la Bulgaria ed il 3 giugno 2024 segna il suo terzo goal contro il Liechtenstein.

## Statistiche

### Presenze e reti nei club
Statistiche aggiornate al 12 aprile 2025.
| Stagione              | Squadra               | Campionato            | Campionato | Campionato | Coppe nazionali | Coppe nazionali | Coppe nazionali | Coppe continentali | Coppe continentali | Coppe continentali | Altre coppe | Altre coppe | Altre coppe | Totale | Totale |
| Stagione              | Squadra               | Comp                  | Pres       | Reti       | Comp            | Pres            | Reti            | Comp               | Pres               | Reti               | Comp        | Pres        | Reti        | Pres   | Reti   |
| --------------------- | --------------------- | --------------------- | ---------- | ---------- | --------------- | --------------- | --------------- | ------------------ | ------------------ | ------------------ | ----------- | ----------- | ----------- | ------ | ------ |
| 2017-2018             | Tirana                | KP                    | 11         | 3          | CA              | 0               | 0               | UEL                | -                  | -                  | SA          | -           | -           | 11     | 3      |
| 2018-2019             | Tirana                | KS                    | 9          | 1          | CA              | 3               | 0               | -                  | -                  | -                  | -           | -           | -           | 12     | 1      |
| 2019-2020             | Tirana                | KS                    | 20         | 7          | CA              | 7               | 5               | -                  | -                  | -                  | -           | -           | -           | 27     | 12     |
| 2020-feb. 2021        | Tirana                | KS                    | 20         | 5          | CA              | 1               | 2               | UCL+UEL            | 2+1                | 0                  | SA          | 1           | 0           | 25     | 7      |
| Totale Tirana         | Totale Tirana         | Totale Tirana         | 60         | 16         |                 | 11              | 7               |                    | 3                  | 0                  |             | 1           | 0           | 75     | 23     |
| feb.-giu. 2021        | Legia Varsavia        | EK                    | 6          | 0          | CP              | 1               | 0               | UCL+UEL            | -                  | -                  | -           | -           | -           | 7      | 0      |
| 2021-2022             | Legia Varsavia        | EK                    | 24         | 4          | CP              | 3               | 1               | UCL+UEL            | 3+5                | 1+0                | SP          | 1           | 0           | 36     | 6      |
| 2022-2023             | Legia Varsavia        | EK                    | 32         | 5          | CP              | 5               | 1               | -                  | -                  | -                  | -           | -           | -           | 37     | 6      |
| 2023-feb. 2024        | Legia Varsavia        | EK                    | 19         | 4          | CP              | 2               | 0               | UECL               | 12                 | 5                  | SP          | 1           | 0           | 34     | 9      |
| Totale Legia Varsavia | Totale Legia Varsavia | Totale Legia Varsavia | 81         | 13         |                 | 11              | 2               |                    | 20                 | 6                  |             | 2           | 0           | 114    | 21     |
| feb.-giu. 2024        | Beşiktaş              | SL                    | 13         | 3          | TK              | 4               | 1               | UECL               | -                  | -                  | -           | -           | -           | 17     | 4      |
| 2024-2025             | Beşiktaş              | SL                    | 24         | 4          | TK              | 3               | 2               | UEL                | 8                  | 1                  | ST          | 0           | 0           | 35     | 7      |
| Totale Beşiktaş       | Totale Beşiktaş       | Totale Beşiktaş       | 37         | 7          |                 | 7               | 3               |                    | 8                  | 1                  |             | 0           | 0           | 52     | 11     |
| Totale carriera       | Totale carriera       | Totale carriera       | 178        | 36         |                 | 29              | 12              |                    | 31                 | 7                  |             | 3           | 0           | 241    | 55     |

### Cronologia presenze e reti in nazionale
| Cronologia completa delle presenze e delle reti in nazionale ― Albania | Cronologia completa delle presenze e delle reti in nazionale ― Albania | Cronologia completa delle presenze e delle reti in nazionale ― Albania | Cronologia completa delle presenze e delle reti in nazionale ― Albania | Cronologia completa delle presenze e delle reti in nazionale ― Albania | Cronologia completa delle presenze e delle reti in nazionale ― Albania | Cronologia completa delle presenze e delle reti in nazionale ― Albania | Cronologia completa delle presenze e delle reti in nazionale ― Albania |
| Data                                                                   | Città                                                                  | In casa                                                                | Risultato                                                              | Ospiti                                                                 | Competizione                                                           | Reti                                                                   | Note                                                                   |
| ---------------------------------------------------------------------- | ---------------------------------------------------------------------- | ---------------------------------------------------------------------- | ---------------------------------------------------------------------- | ---------------------------------------------------------------------- | ---------------------------------------------------------------------- | ---------------------------------------------------------------------- | ---------------------------------------------------------------------- |
| 15-11-2021                                                             | Tirana                                                                 | Albania                                                                | 1 – 0                                                                  | Andorra                                                                | Qual. Mondiali 2022                                                    | -                                                                      | 56’                                                                    |
| 19-11-2022                                                             | Tirana                                                                 | Albania                                                                | 2 – 0                                                                  | Armenia                                                                | Amichevole                                                             | -                                                                      | 46’                                                                    |
| 17-6-2023                                                              | Tirana                                                                 | Albania                                                                | 2 – 0                                                                  | Moldavia                                                               | Qual. Euro 2024                                                        | -                                                                      | 88’                                                                    |
| 20-6-2023                                                              | Tirana                                                                 | Fær Øer                                                                | 1 – 3                                                                  | Albania                                                                | Qual. Euro 2024                                                        | 1                                                                      | 75’                                                                    |
| 12-10-2023                                                             | Tirana                                                                 | Albania                                                                | 3 – 0                                                                  | Rep. Ceca                                                              | Qual. Euro 2024                                                        | -                                                                      | 67’                                                                    |
| 17-10-2023                                                             | Tirana                                                                 | Albania                                                                | 2 – 0                                                                  | Bulgaria                                                               | Amichevole                                                             | 1                                                                      |                                                                        |
| 20-11-2023                                                             | Tirana                                                                 | Albania                                                                | 0 – 0                                                                  | Fær Øer                                                                | Qual. Euro 2024                                                        | -                                                                      | 74’                                                                    |
| 22-3-2024                                                              | Parma                                                                  | Albania                                                                | 0 – 3                                                                  | Cile                                                                   | Amichevole                                                             | -                                                                      | 72’                                                                    |
| 25-3-2024                                                              | Solna                                                                  | Svezia                                                                 | 1 – 0                                                                  | Albania                                                                | Amichevole                                                             | -                                                                      | 82’                                                                    |
| 3-6-2024                                                               | Szombathely                                                            | Albania                                                                | 3 – 0                                                                  | Liechtenstein                                                          | Amichevole                                                             | 1                                                                      | 46’                                                                    |
| 15-6-2024                                                              | Dortmund                                                               | Italia                                                                 | 2 – 1                                                                  | Albania                                                                | Euro 2024 - 1º turno                                                   | -                                                                      | 87’                                                                    |
| 24-6-2024                                                              | Düsseldorf                                                             | Albania                                                                | 0 – 1                                                                  | Spagna                                                                 | Euro 2024 - 1º turno                                                   | -                                                                      | 81’                                                                    |
| 11-10-2024                                                             | Praga                                                                  | Rep. Ceca                                                              | 2 – 0                                                                  | Albania                                                                | UEFA Nations League 2024-2025 - 1º turno                               | -                                                                      | 87’                                                                    |
| 16-11-2024                                                             | Tirana                                                                 | Albania                                                                | 0 – 0                                                                  | Rep. Ceca                                                              | UEFA Nations League 2024-2025 - 1º turno                               | -                                                                      | 72’                                                                    |
| 19-11-2024                                                             | Tirana                                                                 | Albania                                                                | 1 – 2                                                                  | Ucraina                                                                | UEFA Nations League 2024-2025 - 1º turno                               | -                                                                      | 51’                                                                    |
| 10-6-2025                                                              | Riga                                                                   | Lettonia                                                               | 1 – 1                                                                  | Albania                                                                | Qual. Mondiali 2026                                                    | -                                                                      | 60’                                                                    |
| Totale                                                                 |                                                                        | Presenze (116º posto)                                                  | 16                                                                     |                                                                        | Reti (31º posto)                                                       | 3                                                                      |                                                                        |

## Palmarès

### Club

#### Competizioni nazionali
- Campionato albanese: 1

Tirana: 2019-2020
- Campionato polacco: 1

Legia Varsavia: 2020-2021
- Campionato albanese di seconda divisione: 1

Tirana: 2017-2018
- Coppa di Polonia: 1

Legia Varsavia: 2022-2023
- Coppa di Turchia: 1

Beşiktaş: 2023-2024
- Supercoppa di Polonia: 1

Legia Varsavia: 2023
- Supercoppa di Turchia: 1

Beşiktaş: 2024